# Střelba v obchodním centru Greenwood Park Mall
Střelba v obchodním centru Greenwood Park Mall byla událost, při níž 17. července 2022 došlo v Greenwood Park Mall v Greenwood ve státě Indiana v USA k hromadné střelbě. Ke střelbě došlo v 17:56 EDT ( UTC-04:00 ) a samotná střelba trvala méně než 16 sekund. Tři lidé byli ten den zabiti a dva další byli zraněni při střelbě předtím, než pachatele, 20letého Jonathana Sapirmana, smrtelně postřelil 22letý Elisjsha Dicken, legálně ozbrojený kolemjdoucí civilista. 

## Střelba
V 16.55 17. července 2022 Jonathan Sapirman, obyvatel města Greenwoodu, dorazil do kilometr vzdáleného obchodního centa od svého bydliště vyzbrojen samonabíjecí puškou SIG Sauer M400, samonabíjecí puškou stylu Smith &amp; Wesson M&amp;P15 AR-15, pistolí Glock 33. Nesl taktéž více než 100 nábojů do těchto zbraní. Vstoupil na toalety v blízkosti jídelní plochy (food court), kde setrval přibližně hodinu a dvě minuty, než vyšel z toalet a začal střílet.
V 17:56:48 začal pachatel střílet do prostoru food courtu obchodního centra.  Nejprve zastřelil rodáka z Indianapolis Victora Gomeze (30), který stál poblíž vchodu do toalety. Pak se otočil a vystřelil na nedaleký stůl, přičemž smrtelně zastřelil Pedra (56) a Rosu Pineda (37), manželský pár z Indianapolis. Poté pokračoval v palbě na návštěvníky obchodního centra a zranil 22letou ženu a 12letou dívku.  
Okamžitě co začala střelba, Elisjsha Dicken, legálně ozbrojený 22letý muž z města Seymour, zahájil obranou střelbu na střelce v nastálé přestřelce. Civilní přihlížející Dicken byl nakupovat se svou přítelkyní, když pachatel zahájil palbu. Ze vzdálenosti 36,5 m (40 yardů) vypálil Dicken 10x z ruční zbraně Glock 19 (9mm Luger) a střelce zasáhl 8x. Střelec vystřelil 1x a pokusil se ustoupit na toaletu, ale místo toho spadl v 17:57:03 na zem a brzy poté zemřel. Za 15 sekund byl incident zabitím útočníka ukončen. Vyšetřovatelé potvrdili časový souběh porovnáním videa z bezpečnostních kamer.
Elisjsha Dicken byl nakupovat se svou přítelkyní, právě jedl večeři, když došlo ke střelbě. Na videozáznamu zachycujícím střelbu je vidět mnoho návštěvníků, kteří utíkají k východům. Elisjsha Dicken okamžitě vstal a vystřelil asi ze 40 yardů.
Poté Dicken přistoupil k ochrance v obchodním centru, informoval je, že střelce zneškodnil, a čekal na příjezd policie.

## Vyšetřování
Do obchodního centra byl také vyslán pyrotechnik, aby prošetřil podezřelý batoh v jedné z koupelen poblíž obchodu Dick's Sporting Goods.  Batoh byl později označen za subjekt neohrožující okolí, neobsahující explozivní látky či časovač. 
Metropolitní policejní oddělení Indianapolis uvedlo během tiskové konference v 19:45 EDT, že v den střelby neexistovala žádná trvalá hrozba. Při vyšetřování trestného činu střelby pomáhá více agentur, jako je Federální úřad pro vyšetřování, Úřad pro alkohol, tabák, střelné zbraně a výbušniny, Ministerstvo vnitřní bezpečnosti a Oddělení šerifa okresu Johnson. Motiv útoku je však stále nejasný. 
Greenwood Park Mall, nemovitost Simon Property Group, je podle jejich kodexu chování místem bez zbraní.
Elisjsha Dicken neměl povolení ke své pistoli, ale kvůli schválení zákona o „ústavním nošení“ v Indianě zbraň nosil legálně.
Policejní náčelník města Greenwood James Ison uvedl, že munice, kterou Sapirman koupil legálně, pocházela z obchodu Range USA stojícího poblíž komunikace Interstate 65 mezi hranicemi Greenwood a Indianapolis, kam Sapirman od roku 2020 často chodil. Členové rodiny také policii města Greenwood řekli, že Sapirman navštěvoval místní střelnici, jež je součástí obchodu Range USA, a taktéž začal nakupovat zbraně z různých jiných obchodů v Greenwoodu, Southportu a Indianapolis.
CNN uvedla, že „o Dickenovi se objevilo jen několik dalších podrobností“ a že Dicken odmítl komentovat události, aby „respektoval probíhající trestní vyšetřování ze strany Greenwoodského policejního oddělení a vzal si čas na uctění tří ztracených nevinných životů“. Zatímco jeho bývalá přítelkyně policii řekla, že střelec byl rasistický vůči Afroameričanům a Hispáncům, vyšetřovatelé nemohli definitivně určit, že jde o motiv.
Prostřednictvím oftalmologických záznamů vraha vyšetřovatelé dále zjistili, že střelec byl extrémně krátkozraký. Ten den neměl brýle ani kontaktní čočky, což mohlo omezovat jeho výběr cílů.

## Následky
Policisté a posádky ZZS dorazili do obchodního centra krátce po střelbě a zabezpečili budovu. Zraněné oběti byly poslány do okolních nemocnic k ošetření jejich zranění. 
Nákupní centrum Greenwood Park se znovu otevřelo 19. července 2022 v 11 hodin, tedy necelé dva dny po střelbě. 
Střelcův mobil zůstává v držení FBI. Policie našla telefon na toaletě ve food courtu obchodního centra. Telefon je chráněn heslem, což výrazně zpomaluje proces vstupu do zařízení. Existuje „milion“ možností pro heslo a laboratoř FBI má telefon připojený k softwaru, který spouští všechny možné kombinace pro šestimístný kód.
Policie uvedla, že může trvat roky, než se detektivům podaří telefon odemknout.
"Opravdu jediná věc na tom telefonu, která je skutečně zajímavá, je, jestli měl nějaké obrázky nebo videa, nebo v co doufáme, že možná pořídil video s vysvětlením motivu".

## Přihlížející
Starosta Greenwoodu Mark W. Myers pochválil Elisjsha Dickena za to, že zabránil další tragédii, a prohlásil: "Jménem města Greenwood jsem vděčný za jeho rychlé jednání a hrdinství v této situaci."  Guvernér Eric Holcomb, bývalý viceprezident Mike Pence, senátor Mike Braun a další federální a státní politici učinili podobná prohlášení. 
Kromě vyznamenání pro Dickena, Indiana House, senátní demokraty, zástupci Mitch Gore a André Carson také vyjádřili své sympatie obětem a jejich rodinám a také hovořili o problematice násilí se zbraní ve Spojených státech. Šéf policie v Greenwoodu James Ison na tiskové konferenci řekl, že Elisjsha Dicken byl „odpovědný ozbrojený občan, který jednal velmi rychle“, a že jeho jednání bylo „velmi profesionální“. Podle vyšetřovatelů neměl Dicken „žádný policejní a vojenský výcvik“, jeho střeleckou průpravou bylo jen to, že jej jeho dědeček naučil střílet.
Elisjsha Dicken použl zbraň Glock 19, ráže 9mm Luger s kovovými mířidly. Při střelbě použil podložku pro zklidnění a zpřesnění střelby.
Dne 24. července 2022 Sapirmanův otec a starší bratr vydali prostřednictvím právního zástupce prohlášení, ve kterém vyjádřili soustrast postiženým a že „nejsou schopni vysvětlit činy svého syna a bratra“, že spolupracovali s orgány činnými v trestním řízení a že nezastávají „pocity nepřátelství vůči panu Dickenovi“.
Statistiky USA uvádějí, že v letech 2000–2021 bylo zaznamenáno 464 incidentů se střelnou zbraní definovaných jako "aktivní střelec". V 75 případech došlo k ukončení útoku eliminací střelce aktivní obranou přihlížejících. 49 případů se týkalo případů s fyzickým potlačením útočníka a v 24 případech došlo k zastavení útočníka obranou střelbou ozbrojených kolemjdoucích. Z toho jen v 10 případech obranou střelbu zahájil zaměstnanec bezpečnostní agentury hlídající daný prostor nebo policista v civilu mimo službu. Pouze v 3 % ukončil útok aktivního střelce civilista střelbou bez příslušného služebního výcviku ozbrojených složek. Mnohem častější bylo, že policie pachatele zastřelila, policisté nebo přihlížející si je podmanili jiným způsobem nebo útočník opustil místo činu.

## Pachatel
Jonathan Sapirman (30. listopadu 2001 – 17. července 2022), střelec, byl obyvatelem města a neměl žádnou trestnou minulost v dospělosti, v mládí se dostal do bitky, když navštěvoval Greenwood High School ve městě Greenwood, Indiana, a v mládí utíkal z domova. Měl práci ve skladu, kterou v květnu opustil, bydlel v bytě, odkud mu do července hrozilo vystěhování.  Před střelbou spálil svůj notebook v peci svého bytu, mobil odložil na toaletu v obchodním centru a údajně dal alespoň jeden příspěvek na 4chan. 
Podle tiskové konference o střelbě byla střelcova nejpoužívanější webová stránka na sociálních sítích Reddit, kde během 5letého období od roku 2017 do roku 2022 napsal přes 700 komentářů k příspěvkům o masových střelcích prostřednictvím svých dvou účtů Reddit, u/greatergermanicreich a u/grobergermanic; žádný z komentářů však nenaznačoval, že by plánoval hromadnou střelbu či vraždu. Většinu jeho příspěvků se týkala diskusí o masových střelbách v Americe. Přiznal, že zkoumal hromadné střelce a sériové vrahy, a zdánlivě rád debatoval s ostatními o taktice, motivech a podrobnostech o těchto incidentech. Sapirman byl také fascinován nacistickým Německem.
Prostřednictvím rozhovorů se střelcovými vrstevníky a rodinou se vyšetřovatelé dozvěděli, že střelec měl pohnuté dětství: narodil se v Columbusu v Ohiu, kde žil se svými rodiči, dokud se nerozvedli, když mu bylo pět let. Od 11 do 18 let byl předmětem tuctu vyšetřovacích zpráv služeb pro ochranu dětí. Obvinění zahrnovala zneužívání, zanedbávání, užívání drog a záškoláctví. Byl šestkrát v pěstounské péči, než byl jeho staršímu bratrovi svěřen do péče a ten se v říjnu 2018 stal jeho zákonným zástupcem.
Od roku 2018 žil se svým bratrem v Polo Run Apartments v Greenwoodu. Jeho bratr se z bytu odstěhoval a v červnu odstranil své jméno z pronájmu, řekl Ison.
Střelec v květnu skončil v práci a už neměl příjem. Mezitím jeho otec, který mu pomáhal, náhle přerušil finanční pomoc a přestal mu platit účet za mobilní telefon.
Ve dnech před střelbou bytový komplex střelci oznámil, že má být vystěhován z důvodu nezaplacení.
Rozhovory s rodinnými příslušníky střelce, přáteli ze střední školy a bývalou přítelkyní s vyšetřovateli popisovaly muže, který byl asociální, se „silným“ zájmem o zbraně a drogy.  
Bývalá přítelkyně vyšetřovatelům řekla, že ji nepřekvapilo, že střelbu provedl. Pár se rozešel 18 měsíců před střelbou. Vyšetřovatelům vraha popsala jako nešťastného člověka, kterého fascinovalo nacistické Německo, střelné zbraně a drogy. Dále řekla, že byl hrubý a během hádky jí strčil do úst pistoli.  
"Také jí řekl, že pokud se někdy zabije, vezme s sebou další," řekl Ison.